# Tesla Model S
Tesla Model S — пятидверный электромобиль производства американской компании Tesla. Прототип был впервые показан на Франкфуртском автосалоне в 2009 году; поставки электромобиля в США начались в июне 2012 года.

## История
Производство началось с ограниченного выпуска 1000 седанов Signature и Signature Performance стоимостью 95 400 и 105 400 долларов соответственно и оснащённых аккумуляторами ёмкостью 85 кВт•ч.
Изначально Tesla планировала начать в 2013 году производство электромобилей с аккумуляторами ёмкостью 60 кВт·ч (335 км) и 40 кВт·ч (260 км), однако из-за низкого спроса на маломощную модель 40 кВт·ч решено было отказаться от них.
В июне 2013 года компания показала перезарядку Model S путём автоматической замены батареи аккумуляторов. Процедура занимает примерно 90 секунд, что более чем вдвое быстрее заправки топливного бака автомобиля подобного класса. По заявлению президента компании Илона Маска, «медленная» (20 минут для 50 % заряда аккумулятора) зарядка батареи Model S на заправочных станциях компании останется бесплатной, в то время как быстрая замена обойдётся владельцу машины в сумму около 60—80 долларов, что примерно соответствует стоимости полного бака бензина.
 Однако, в дальнейшем, от планов по автоматической смене батарей было решено отказаться в пользу развития сети заправок Tesla Superchargers. Только автомобили, проданные до 22 января 2017 года, будут пользоваться пожизненной бесплатной неограниченной быстрой зарядкой на станциях Tesla Superchargers; автомобили, проданные после января 2017 года, получат 400 кВт·ч бесплатной быстрой зарядки в год, при превышении этого количества, владельцу придётся оплатить стоимость потреблённого во время быстрой зарядки электричества.
В 2016 году Tesla Model S получил обновлённый дизайн, частично более схожий с Model 3. В 2017 году также произошло некоторое обновление модельного ряда и теперь в продаже доступны только версии 75, 75D, 100D, P100D (цифры обозначают ёмкость аккумулятора в кВт·ч, D — полный привод, P — производительная версия).

## Характеристики
Базовая модель S использует жидкостное охлаждение двигателя переменного тока, который имеет мощность 362 лошадиные силы. Согласно US Environmental Protection Agency (EPA) заряда литий-ионного аккумулятора ёмкостью 85 кВт⋅ч хватает на 426 км (265 миль).
Как показывает практика, Tesla Model S P85 способна проехать до 380 км при околонулевой температуре воздуха со средним расходом энергии ≈0,2 кВт·ч/км. Но это при средней скорости около 80 км/ч. Если ехать быстрее (и особенно в случае «нелинейного», интенсивного движения и/или в городской черте), то расход энергии может резко вырасти, вплоть до двукратного размера относительно указанного, с соответствующими последствиями в виде заметного снижения запаса хода. При температуре −20° запас хода S P85 приблизительно 180 км, при −26° — 160 км.
| Модель               | Годы выпуска            | Ёмкость батареи | Привод            | Пиковая мощность                                 | Крутящий момент                   | Разгон до 96,5 км/ч        | Макс. скорость     | Дальность | Дальность |
| Модель               | Годы выпуска            | Ёмкость батареи | Привод            | Пиковая мощность                                 | Крутящий момент                   | Разгон до 96,5 км/ч        | Макс. скорость     | EPA       | NEDC      |
| -------------------- | ----------------------- | --------------- | ----------------- | ------------------------------------------------ | --------------------------------- | -------------------------- | ------------------ | --------- | --------- |
| 40 кВт⋅ч             | 2012 – 2013             | 40 кВт⋅ч        | Задний            | 285 кВт (382 л.с.)                               | 430 Н·м                           | 6,5 сек                    | 177 км/ч (110 mph) | 224 км    |           |
| 60                   | 2012 – 2015 2016 – 2017 | 60 кВт⋅ч        | Задний            | 285 кВт (382 л.с.)                               | 430 Н·м                           | 5,5 сек                    | 209 км/ч (130 mph) | 335 км    | 375 км    |
| 60D                  | 2016 — 2017             | 60 кВт⋅ч        | Полный            | 386 кВт (518 л.с.)                               | 441 Н·м                           | 5,2 сек                    | 209 км/ч (130 mph) | 351 км    | 408 км    |
| 70                   | 2015—2016               | 70 кВт⋅ч        | Задний            | 285 кВт (382 л.с.)                               | 525 Н·м                           | 5,5 сек                    | 225 км/ч (140 mph) | 376 км    | 420 км    |
| 70D                  | 2015—2016               | 70 кВт⋅ч        | Полный            | 386 кВт (518 л.с.)                               | 441 Н·м                           | 5,2 сек                    | 225 км/ч (140 mph) | 386 км    | 442 км    |
| 75                   | 2016 — 2017             | 75 кВт⋅ч        | Задний            | 285 кВт (382 л.с.)                               | 659 Н·м                           | 4,3 сек                    | 225 км/ч (140 mph) | 401 км    | 480 км    |
| 75D / Standard Range | 2016 — 2019             | 75 кВт⋅ч        | Полный            | 398 кВт (541 л.с.)                               | 755 Н·м                           | 4,2 сек                    | 225 км/ч (140 mph) | 458 км    | 520 км    |
| 85                   | 2012 — 2016             | 85 кВт⋅ч        | Задний            | 285 кВт (382 л.с.)                               | 658 Н·м                           | 5,4 сек                    | 225 км/ч (140 mph) | 426 км    | 502 км    |
| 85D                  | 2014 — 2016             | 85 кВт⋅ч        | Полный            | 386 кВт (518 л.с.)                               | 601 Н·м                           | 3,8 сек                    | 249 км/ч           | 435 км    | 528 км    |
| P85                  | 2012 — 2014             | 85 кВт⋅ч        | Задний            | 350 кВт (469 л.с.)                               | 601 Н·м Performance Plus: 931 Н·м | 4,2 сек                    | 209 км/ч           | 426 км    | 502 км    |
| P85D                 | 2014 — 2016             | 85 кВт⋅ч        | Полный            | 397 кВт (532 л.с.)                               | 931 Н·м                           | 3,1 сек Ludicrous: 2,8 сек | 249 км/ч           | 407 км    | 480 км    |
| 90                   | 2015 — 2016             | 90 кВт⋅ч        | Задний            | 285 кВт (382 л.с.)                               | 658 Н·м                           | 5,4 сек                    | 225 км/ч           | 426 км    | 502 км    |
| 90D                  | 2015 — 2017             | 90 кВт⋅ч        | Полный            | 386 кВт (518 л.с.)                               | 931 Н·м                           | 3,8 сек                    | 249 км/ч           | 473 км    | 557 км    |
| P90D                 | 2015 — 2016             | 90 кВт⋅ч        | Полный            | 397 кВт (532 л.с.) Ludicrous: 560 кВт (751 л.с.) | 931 Н·м Ludicrous: 1373 Н·м       | 3,1 сек Ludicrous: 2,8 сек | 249 км/ч           | 434 км    | 509 км    |
| 100D                 | 2016—2019               | 100 кВт⋅ч       | Полный            | 386 кВт (518 л.с.)                               | 441 Н·м                           | 3,6 сек                    | 249 км/ч           | 539 км    | 632 км    |
| P100D                | 2016—2019               | 100 кВт⋅ч       | Полный            | 568 кВт (762 л.с.)                               | 989 Н·м Ludicrous: 1373 Н·м       | 2,4 сек                    | 262 км/ч           | 507 км    | 613 км    |
| Performance          | 2019 — 2021             | 100 кВт⋅ч       | Полный            | 580 кВт (778 л.с.)                               | 1140 Н·м                          | 2,3 сек                    | 262 км/ч           | 623 км    | 671 км    |
| Long Range Plus      | 2019 — н.в.             | 100 кВт⋅ч       | Полный            | 500 кВт (670 л.с.)                               | 755 Н·м                           | 3,2 сек                    | 249 км/ч           | 663 км    | 722 км    |
| Plaid                | 2021 — н.в.             | н/д             | Полный (3 мотора) | 761 кВт (1020 л.с.)                              | 1380 Н·м                          | 2,1 сек                    | 322 км/ч           | 628 км    | 840 км    |

1. ↑  Environmental Protection Agency — Американский стандарт FTP-75
2. ↑  New European Driving Cycle — Европейский стандарт MVEG-A
3. ↑  Фактически производились версии с ограничением 60 кВт⋅ч

## Продажи
По итогам первого квартала 2013 года в США было продано 4750 экземпляров Tesla Model S. Таким образом, модель стала самым продаваемым люксовым седаном, опередив, в частности, Mercedes-Benz S-класса и BMW 7-й серии.
В Норвегии благодаря государственной поддержке электромобилей за первые две недели сентября 2013 года Tesla Model S — самый продаваемый автомобиль (322 шт), обошедший Volkswagen Golf (256 шт). Электромобили Tesla Model S и Nissan Leaf заняли в Норвегии за этот период 11 % рынка.
Всего в мире к концу первого квартала 2014 года было продано около 32 тыс. автомобилей Tesla S. При этом по итогам квартала отмечена стабилизация спроса в США при продолжении роста продаж в Евросоюзе. В России такие машины пока что редкость и встречаются только в крупных городах в связи с отсутствием СТО и инфраструктуры для электромобилей.
За 2015 год в мире было продано 50 тысяч электромобилей Tesla Model S, в 2016 году также было продано 50 тыс. электромобилей этой модели. В США с 2015 по 2016 год было продано 29 156 электромобилей Tesla, 18 028 из которых составляла Model S
В 2022 году только Model S продано 38 160 электромобилей, а всего 1 539 333 штук.

## Цены
Цены на Model S в США в 2024 году начинаются с 66.490 долларов. Самый дорогой вариант — Tesla Model S Plaid со всеми опциями, запасом хода в 514 километров, способный разгоняться до 100 км/ч за 1.99 секунды, за 100.995 долларов.

## Безопасность
В октябре 2013 года на YouTube появилось видео горящего электромобиля Tesla Model S. В своём блоге компания сообщила, что возгорание произошло из-за механического воздействия, повлёкшего разрушение одного из шестнадцати блоков аккумуляторов. В результате происшествия никто не пострадал: следуя инструкциям системы управления машины, водитель съехал на обочину скоростного шоссе, остановил электромобиль и покинул салон. После публикации видео, капитализация компании снизилась на 2,4 млрд долларов США. По результатам экспертиз было заявлено: что пожар возник от наезда электромобиля на металлический, острый предмет, пропоровший днище кузова и повредивший блок аккумуляторов, пробив в нём отверстие 7 см. Сила удара оценивается в 25 тонн. Распространению огня способствовало то, что пожарные при тушении проделали ещё четыре отверстия в металлическом щите блока аккумуляторов, и пламя вырвалось наружу. К счастью пожар не дошёл до кабины. Возгорание автомобиля с бензиновым двигателем могло быть более сильным.
«Потребители, обеспокоенные риском возгорания, не должны сомневаться в том, что безопаснее управлять электромобилем с аккумуляторами, чем автомобилем с баком наполненным легковоспламеняющейся жидкостью» — говорит Илон Маск. По свидетельству водителя машины, с момента удара до возгорания прошло около пяти минут и салон электромобиля остался полностью неповреждённым.
Реакция компании Tesla не заставила себя долго ждать и уже в ноябре того же года было выпущено обновление ПО, увеличивающее дорожный просвет. Весной 2014 года в конструкцию электромобиля были внесены изменения. Теперь под днищем устанавливаются полый алюминиевый брус специальной формы, титановая плита и щит из штампованного алюминия. Алюминиевый брус либо отбрасывает лежащий на дороге предмет, либо, если это очень твёрдый и устойчивый объект, смягчает удар и направляет его вверх перед батарейным отсеком, в район переднего багажника, предотвращая серьёзные повреждения и сохраняя управляемость автомобиля. Титановая плита защищает от повреждений уязвимые компоненты в передней части машины, помогая нейтрализовать лежащие на дороге обломки. Щит из алюминия установлен на случай, если первые два устройства защиты не справятся — он дополнительно поглощает и рассеивает энергию удара. Владельцы уже купленных Tesla S могут бесплатно доукомплектовать свои электромобили усовершенствованной защитой на станциях обслуживания.
В октябре 2015 года при обновлении прошивки добавлены функции адаптивного круиз-контроля «Autosteer» и «Автопилот» (доступны более чем на 60 тысячах автомобилей, произведённых с октября 2014 года и оснащённых дополнительными датчиками: сонарами, камерой, радаром). Данные функции позволяют автомобилю самостоятельно следовать по полосе или менять полосы при видимой разметке, но не включают в себя реакции на ограничения скорости, на сигналы светофоров, на пешеходов (уровень автономности — NHTSA «Level 2»). Включение части функций — платное. По некоторым мнениям подобная функциональность противоречит государственным требованиям и не может использоваться на общедоступных дорогах. Некоторые водители в нарушение рекомендаций испытывали данную функцию, надолго убирая руки с руля.
7 мая 2016 года произошло первое дорожно-транспортное происшествие со смертельным исходом с автомобилем, двигавшимся на автопилоте. По сведениям, размещённым в корпоративном блоге компании, система автомобиля Tesla Model S 2015 года не распознала светлый полуприцеп с высоким дорожным просветом на фоне яркого неба и не включила торможение. Смертельный случай произошёл после более чем 210 млн км суммарного пробега автомобилей на автопилоте. В среднем смертельный случай регистрируется в США каждые 151 млн км, в мире — каждые 97 млн км.
В то же время Tesla Model S является одним из наиболее безопасных автомобилей на рынке, получившим 5 звёзд по результатам аварийных испытаний как по версии Euro NCAP, так и NHTSA.
30 марта 2018 года компания Tesla отозвала около 123 тыс. автомобилей серии Model S, выпущенных до апреля 2016 года, для замены деталей гидроусилителя руля. Обусловливалось это тем, что болты гидроусилителя подвержены коррозии в холодное время года. Такое воздействие оказывается из-за соли, которую используют в целях предотвращения обледенения на дорогах.

## В России
Tesla Model S официально не продаётся в России, по данным ГИБДД в Москве по состоянию на начало 2020 года зарегистрировано 233 электромобиля этой марки.

## Галерея
- Вид изнутри
- Вид сзади
- Платформа автомобиля
- Три Tesla Model S на станции зарядки Tesla Supercharger